# Nephodia plautilla
Nephodia plautilla är en fjärilsart som beskrevs av Druce 1893. Nephodia plautilla ingår i släktet Nephodia och familjen mätare. Inga underarter finns listade i Catalogue of Life.